# Savannebavianer
 Der er for få eller ingen kildehenvisninger i denne artikel, hvilket er et problem. Du kan hjælpe ved at angive troværdige kilder til de påstande, som fremføres i artiklen.

Savannebavianer (Papio) er en slægt af bavianer i marekattefamilien. Savannebavianen er den mest udbredte i Afrika. Slægten indeholder 5 arter.

## Adfærd
Bavianerne lever i flokke på 10-50 individer. Flokkene lever deres liv på savannen og i klippeområder i det meste af Afrika. 
Aberne bliver omkring 30 år. De er kønsmodne når hunnen bliver omkring 3-4 år. Hannerne er større end hunnerne. Hannen vejer omkring 35 kg, og hunnen er halvt så stor. 
Bavianen er alt ædende. For den spiser græs, rødder, frø, frugt, insekter og den kan godt finde på at jagte små pattedyr. Bavianerne finder deres føde på savannen og på klipperne. 
Om aftenen søger mange grupper sammen for at sove sammen. Det gør at der er mindre risiko for at blive angrebet af rovdyr. Nogle af sovestederne kan der komme op til 500 bavianer. Sovestederne er oppe i træer eller i klippehuler. Bavianerne holder på skift vagt mod rovdyr.

## De røde numser
Bavianen er kendt for sin røde numse. Den røde numse viser, at hunnen er klar til parring. For når det er parringstid svulmer hunnens numse op og det er et tydeligt tegn til at hun er klar. 
De bruger også numsen til at vise deres ydmyghed. For når et dominerende dyr kommer, vender de deres numse til dyret. Det viser at de har anerkendt at det andet dyr bestemmer.
Ligeledes skyldes de røde numser også at bavianerne kan styre deres temperatur ved at regulere deres blodtilførsel til og fra numsen.

## Biologi
Der er stor forskel på hannen og hunnen. Hannerne er større og har manke. De ældre hanner får en sølvfarvet manke. Ellers er pelsfarven brun. Hunnerne er mindre og har også en brun pels. 
Hannernes job er at passe på flokken. De skal forsvare flokken mod løver, geparder, leoparder men også mod andre flokke. Hannerne skal også holde flokken i live, altså parring. 
Hunnernes job er at finde føde og passe ungerne. 
Ungernes pels er sort når de bliver født. Omkring halvårsalderen bliver pelsen brun. Altså den normale farve. Når ungerne bliver større finder de automatisk rangordenen. Men det kan svinge om de er født af førerhunnen. For så ”starter” de højt i rangordenen. Men hvis de bliver født af en hun der er lavt i rangordenen er ungen også lavt i rangordenen.

## Arter
De fem arter i slægten Papio:
- Kappebavian Papio hamadryas
- Anubisbavian Papio anubis
- Guineabavian Papio papio
- Gul bavian Papio cynocephalus
- Chacmabavian Papio ursinus